# Station Tarnowskie Góry Kopalnia Srebra
Station Tarnowskie Góry Kopalnia Srebra is een spoorwegstation in de Poolse plaats Tarnowskie Góry.